# Casa de ceară (film din 1953)
Casa de ceară (în engleză House of Wax) este un film de groază american din 1953, regizat de André de Toth și avându-l în care rolul principal pe Vincent Price. Este o refacere a filmului Mystery of the Wax Museum (1933) al Warner Brothers, fără ajutorul benzilor desenate prezentate în filmul anterior. Filmul a fost refăcut în 2005 cu același titlu. Casa de ceară (1953) a fost un exemplu timpuriu al nebuniei filmelor 3-D de la începutul anilor 1950.
Filmul a fost prima producție color 3-D a unui studio american important și a avut premiera la doar două zile după filmul Man in the Dark al studioului Columbia Pictures, prima producție 3-D lansată de un studio important. El a fost lansat la câteva luni după premiera de mare succes a producției independente, Bwana Devil, ambele aflându-se la baza boom-ului filmelor 3-D din anii 1950. Casa de ceară a avut premiera la nivel național pe 10 aprilie 1953 și distribuția generală la 25 aprilie 1953.

## Rezumat
Profesorul Henry Jarrod (Vincent Price) este un sculptor talentat de figuri de ceară, care avea un muzeu în New York-ul anilor 1910. Când partenerul său de afaceri Matthew Burke (Roy Roberts) îi cere să realizeze mai mult exponate de senzație pentru a crește profiturile, Jarrod refuză invocând motive artistice. Nedorind să aștepte ca partea sa din afacere să fie cumpărată, Burke dă foc în mod deliberat muzeului, cu intenția de a pretinde suma asigurată de 25.000 $. El se luptă cu Jarrod, care încearcă cu disperare să-și salveze prețioasele sale sculpturi și aruncă petrol peste trupul lui, lăsându-l să moară în foc. În mod miraculos, Jarrod supraviețuiește cu răni grave și construiește un nou muzeu al figurilor de ceară, cu ajutorul amenințătorului sculptor surdo-mut, Igor (Charles Bronson).
Noul muzeu are, spre deosebire de cel precedent, o populară "cameră a ororilor" în care sunt prezentate atât crimele celebre din istoria omenirii (uciderea lui Marc Antoniu, Marat, Lincoln), cât și cele mai recente, inclusiv uciderea fostului partener de afaceri al lui Jarrod de către un criminal desfigurat, acoperit cu o manta. Logodnica lui Burke, Cathy Gray (Carolyn Jones) este, de asemenea, ucisă. Dar atunci când prietena lui Cathy, Sue Allen (Phyllis Kirk), vizitează muzeul, ea descoperă că figura Ioanei D'Arc seamănă izbitor cu Cathy Gray. 
Ca urmare a pierderii creațiilor sale care nu erau pentru el doar niște simple figuri de ceară, profesorul Jarrod înnebunise și s-a folosit de cadavrele oamenilor uciși de oamenii lui pentru noile sale personaje. Arestarea unui complice al profesorului conduce la descoperirea de către poliție a adevărului înfiorător din spatele Muzeului figurilor de ceară - toate figurile de ceară sunt corpurile turnate în ceară ale victimelor lui Jarrod. Și Sue Allen aproape că devine un exponat, profesorul Jarrod vrând s-o transforme în Maria Antoaneta, dar ea este salvată în ultima clipă de poliție. În timpul confruntării cu polițiștii, desfiguratul Jarrod care cade într-o cuvă mare cu ceară fierbinte.

## Distribuție
- Vincent Price - profesorul Henry Jarrod
- Frank Lovejoy - lt. Tom Brennan
- Carolyn Jones - Cathy Gray
- Phyllis Kirk - Sue Allen
- Paul Picerni - Scott Andrews
- Roy Roberts - Matthew Burke
- Angela Clarke - doamna Andrews
- Paul Cavanagh - Sidney Wallace
- Dabbs Greer - sergentul Jim Shane
- Charles Bronson (creditat ca Charles Buchinsky) - Igor
- Reggie Rymal - omul care făcea reclamă cu paleta de tenis de masă

## Producție
Tehnologia 3-D stereoscopică a fost o tehnologie alternativă (precum Cinemascope și Cinerama) utilizată în anii 1950 de studiourile care încercau să concureze cu noua amenințare reprezentată de televiziune. Doar peste 50 de titluri au fost lansate în perioada de glorie a filmelor 3-D de doi ani și jumătate. Casa de ceară a fost prezentată mereu în dublă proiecție pe 35 mm, cu ochelari polarizați. 
Casa de ceară, intitulat inițial The Wax Works, a fost răspunsul Warner Bros. la hitul 3-D Bwana Devil, care fusese lansat în luna noiembrie a anului anterior. Previzionând viitorul succes al filmelor 3-D, WB a contractat aceeași companie, Natural Vision, condusă de frații Gunzberg, Julian și Milton, pentru a filma noua producție. Filmul este în cele din urmă un remake al filmului The  Mystery of the Wax Museum (1933) al aceluiași studio, care a fost scris și inspirat din piesa în trei acte a lui Charles Belden, The Wax Works.
Printre scenele prezentate în film în care are loc cea mai bună utilizare a tehnologiei 3-D sunt un incendiu de la muzeu, un om cu o paletă de tenis de masă și fetele de la spectacolul de can-can. În mod ironic, regizorul de Toth era orb de un ochi și nu putea experimenta viziunea stereo sau efectele 3-D. "Este unul dintre marile povești de la Hollywood", a rememorat Price. "Când au vrut un regizor pentru film, au angajat un om care nu putea vedea deloc 3-D! Andre de Toth a fost un regizor foarte bun, dar el a fost de fapt regizorul greșit pentru 3-D. El se grăbea și spunea: "De ce este atât de entuziasmată toată lumea de asta?" Ea nu însemna nimic pentru el. Dar el a făcut un film bun, un thriller bun. El a fost în mare măsură responsabil de succesul filmului. Trucurile 3-D chiar au loc.”

## Home Media
- Filmul a fost relansat pe DVD de Warner Bros. Home Video la 5 august 2003.